# مسجد امیر منذر
مسجد امیر مُنذَر یا النوفره (به معنی:فواره)، مسجدی کهن در میان‌شهر بیروت، پایتخت لبنان است. .
این مسجد توسط شاهزاده مندز بن سلیمان (۱۰۵۶ه/۱۶۲۰م - ۱۰۲۰ه/ ۱۶۳۳م) ساخته شده و نام نوفره به‌خاطر فوارهٔ آبی است که در صحنش قرار گرفته است. این مسجد در مرکز بیروت در غرب مسجد عُمری، در نزدیکی باب ادریسِ بازار دراز (سوق الطویله) جای گرفته است.